# Ruslán Ponomariov
Ruslán Olégovich Ponomariov (Русла́н Оле́гович Пономарёв) (Jórlivka, Ucrania, 11 de octubre de 1983) es un Gran Maestro Internacional de ajedrez ucraniano.
Es el número 2.º de Ucrania, tras Vasili Ivanchuk.

## Biografía
Ruslán Ponomariov nació en Jórlivka (Ucrania). En 1994, quedó tercero en el Campeonato del Mundo sub-12 con 10 años y al año siguiente ganó el título. En 1996 ganó el Campeonato de Europa sub-18 (con 12 años) y el año siguiente el Campeonato del Mundo sub-18. En 1998, con 14 años, ganó el título de Gran Maestro, logrando ser el jugador más joven que lo había conseguido entonces.
En 2002, derrotó a su compatriota Vasili Ivanchuk en la final del Campeonato del Mundo K.O. de la FIDE por 4,5 - 2,5, lo que lo convirtió en Campeón del Mundo de la FIDE con 18 años, el más joven de la historia del ajedrez. El mismo año acabó segundo en Linares tras Gari Kaspárov.
Hubo planes para que jugara un match a 14 partidas contra Garri Kaspárov en Yalta en septiembre de 2003, el ganador del cual jugaría a su vez con el ganador de un match entre Vladímir Krámnik y Péter Lékó como parte del llamado  "Acuerdo de Praga" para reunificar el campeonato mundial de ajedrez (de 1993 al 2006 hubo dos campeonatos). Sin embargo Ponomariov se negó a firmar el contrato respectivo porque le pareció que favorecía a su rival perdiendo así la oportunidad única de enfrentar a Kaspárov y a aspirar al título unificado al cual nunca más volvió a acercarse.
En 2004, Ruslán se llevó el oro en la Olimpiada de Ajedrez en Calviá con el equipo de Ucrania.
En 2005, ganó el XV torneo Ciudad de Pamplona en solitario. También ganó un torneo de partidas rápidas en Odesa, Ucrania, y la copa de blitz (partidas relámpago) en Moscú. Finalmente, ese año llegó a la final de la Copa del Mundo contra Levón Aronián, el cual ganó la final.
En 2006, ganó el primer puesto en el torneo Memorial de Tal en Moscú, compartido con Levón Aronián y Peter Leko.
En 2009, quedó en primer puesto compartido con Hikaru Nakamura en el Donostia Chess Festival, en San Sebastián. El último ganó 2-0 en las partidas relámpago de desempate. Otro segundo puesto de desempate en el mismo año fue el que ocupó Ruslan en la Copa del Mundo en Janti-Mansisk, donde, en la final contra el israelí Borís Gélfand, jugaron cuatro partidas clásicas, cuatro rápidas, dos relámpago, y finalmente otras dos en las que Gelfand terminó por vencer.
En 2010, en julio Ruslán ganó en solitario el prestigioso torneo Sparkassen de Dortmund, un punto por delante del vietnamita Le Quang Liem. En septiembre Ucrania ganó el oro en la Olimpiada de Ajedrez en Janty-Mansisk de la mano de Vasili Ivanchuk, Pável Eliánov, Zahar Efimenko y Aleksandr Moiséienko.